# Rhodopina quadrituberculata
Rhodopina quadrituberculata är en skalbaggsart som först beskrevs av Aurivillius 1920.  Rhodopina quadrituberculata ingår i släktet Rhodopina och familjen långhorningar. Inga underarter finns listade i Catalogue of Life.